# مطار كوماسي

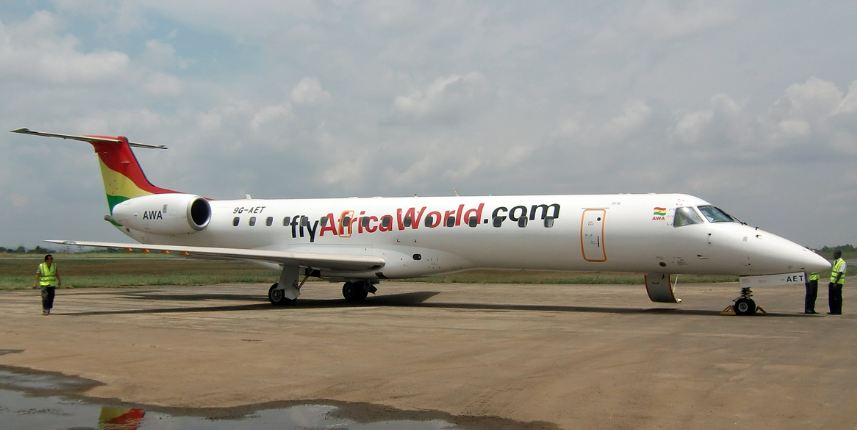
طائرة تابعة لشركة الطيران فلاي أفريكا وورلد في مطار كوماسي

مطار كوماسي هو مطار يخدم مدينة كوماسي في غانا، ويبعد المطار 6 كلم عن وسط المدينة.